# Atarot (moszaw)
Atarot (hebr. עטרות) – nieistniejący już moszaw położony w Mandacie Palestyny, zniszczony podczas I wojny izraelsko-arabskiej w dniu 17 maja 1948 roku przez jordański Legion Arabski. Obecnie w miejscu tym znajduje się port lotniczy Atarot oraz strefa przemysłowa Atarot.

## Położenie
Moszaw był położony na rozległym płaskowyżu na wysokości 750 metrów n.p.m., w odległości 9 kilometrów na północ od Starego Miasta Jerozolimy. W otoczeniu znajduje się miasta Jerozolima (osiedle Bet Hanina) i Bir Nabala, wioska arabska al-Judeira i obóz uchodźców palestyńskich Kalandia. W otoczeniu przebiega mur bezpieczeństwa, oddzielający terytorium Autonomii Palestyńskiej od Izraela. Po stronie palestyńskiej są miasta Ramallah, Kafr Aqab i Ar-Ram, oraz wioska Rafat.

## Historia

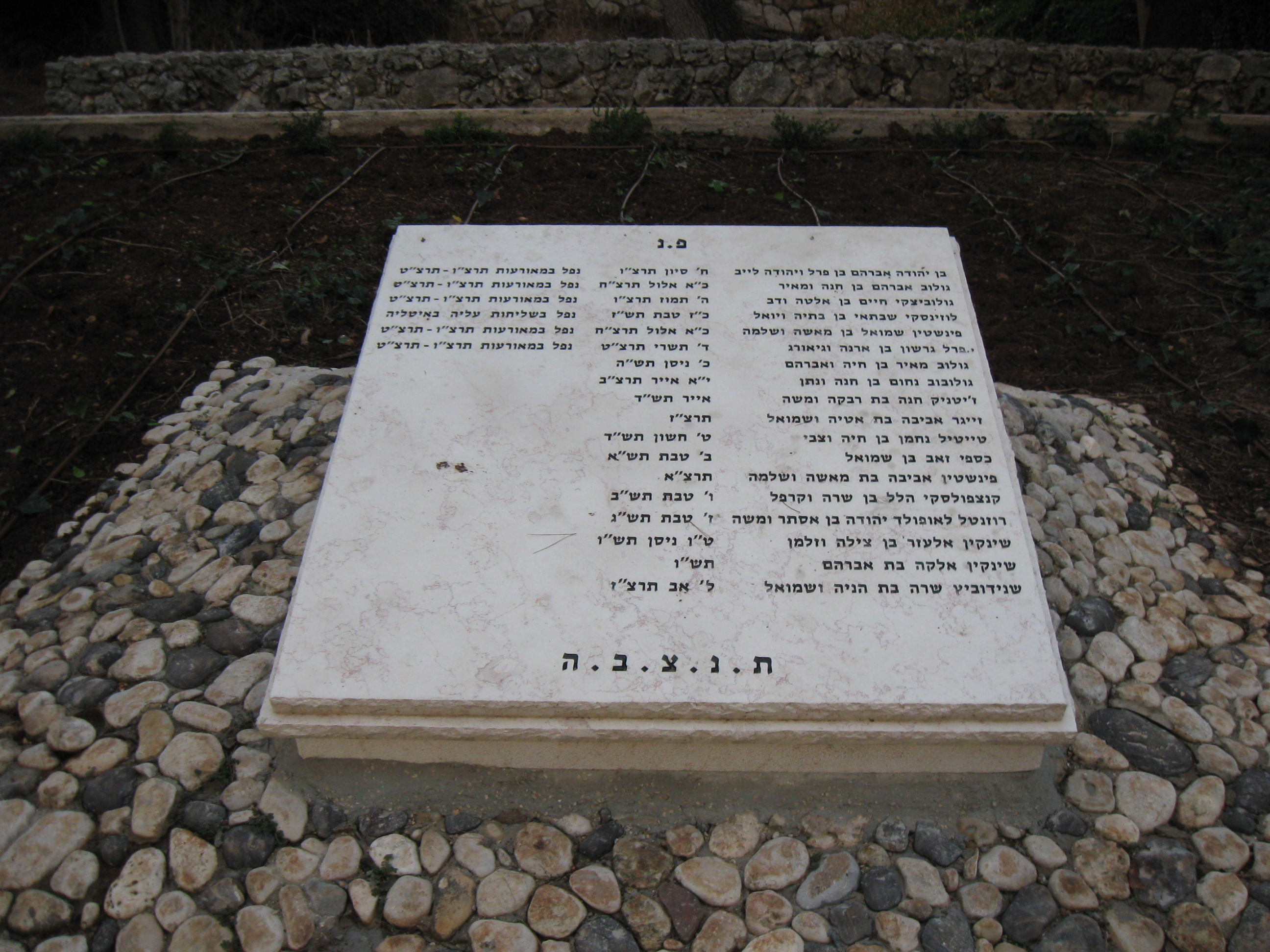
Аtarot Cmentarz w pobliżu „Port lotniczy Atarot”

W 1912 roku żydowskie organizacje syjonistyczne zakupiły ziemię położoną na wzgórzach na północ od Jerozolimy. W 1914 roku zamieszkała tutaj pierwsza grupa żydowskich osadników, którzy przygotowywali skalistą glebę pod przyszłe uprawy rolnicze. Podczas I wojny światowej władze tureckie wymusiły opuszczenie osady i projekt całkowicie upadł. W 1918 roku w wyniku wojny cała Palestyna przeszła pod panowanie Brytyjczyków, którzy utworzyli Mandat Palestyny. Zmiana rządów wiązała się ze zmianą polityki wobec osadnictwa żydowskiego w Palestynie. Dzięki temu, w 1922 roku kolejna grupa osadników podjęła próbę założenia nowego osiedla Atarot. Grupa ta wydzierżawiła pola uprawne od okolicznych Arabów, oczyszczając następnie cały ten teren ze skał i kamieni. Następnie pola te odkupił od arabskich właścicieli Żydowski Fundusz Narodowy, wspierając założenie w 1924 roku pobliskiego żydowskiego osiedla Newe Ja’akow. Powstał w ten sposób blok dwóch sąsiednich osiedli żydowskich. W 1931 roku brytyjskie władze mandatowe przeprowadziły przymusowe wywłaszczenie z około 20 hektarów ziemi, na których wybudowano niewielkie lotnisko Kalandia. W trakcie prac budowlanych powstała droga oraz wodociągi. Podczas arabskiego powstania (1936–1939) moszaw był kilkakrotnie napadany, a jego uprawy rolnicze niszczone. Pomimo tych trudności w 1940 roku w moszawie żyło 150 mieszkańców.
Przyjęta 29 listopada 1947 roku Rezolucja Zgromadzenia Ogólnego ONZ nr 181 zakładała, że na terenie byłego Mandatu Palestyny miały powstać dwa państwa (żydowskie i arabskie) oraz mała międzynarodowa strefa obejmująca Jerozolimę i Betlejem. Strefa międzynarodowa miała pozostawać poza granicami obu państw i być zarządzana przez Narody Zjednoczone, które stawały się gwarantem bezpieczeństwa wszystkich świętych miejsc Chrześcijaństwa, Islamu i Judaizmu w obu miastach. Natomiast moszaw Atarot miał znaleźć się w obrębie państwa arabskiego. Społeczność żydowska zaakceptowała plan podziału Palestyny, jednak Arabowie odrzucili go i dzień później doprowadzili do wybuchu wojny domowej w Mandacie Palestyny. Od samego początku wojny, siły arabskie sparaliżowały żydowską komunikację w regionie, całkowicie odcinając blok osiedli Atarot i Newe Ja’akow od społeczności żydowskiej w Zachodniej Jerozolimie. W obliczu tych wszystkich trudności zasugerowano skrócenie linii obrony poprzez ewakuację istniejącej na północy enklawy Atarot, położonej na południu enklawy bloku osiedli Gusz Ecjon, oraz położonych nad Morzem Martwym kibuców Bet ha-Arawa i Kalja. Dowództwo Hagany jednak zdecydowanie odrzuciło te propozycje i wzmocniło obronę tych obu osiedli grupą 150 żołnierzy z Brygady „Ecjoni”. W drugiej połowie kwietnia 1948 roku przeprowadzono operację Jewusi, usiłując otworzyć linię komunikacyjną i połączyć Atarot z miastem. Jednak porażka w bitwie o Nabi Samuil (23 kwietnia 1948 r.) pokrzyżowała te plany. Była to jedna z najcięższych porażek Palmach podczas wojny, osłabiając morale Brygady „Harel”. Konsekwencją porażki była decyzja wycofania się ze zdobytej wsi Szuafat, która wobec niepowodzenia natarcia nie przedstawiała żadnej wartości. Żołnierze 5 Batalionu wycofując się, wysadzili część domów wioski. Żołnierze 4 Batalionu musieli także opuścić zajętą wcześniej wioskę Bajt Surik. W ten sposób pierwsza faza operacji Jewusi zakończyła się niepowodzeniem. Na początku I wojny izraelsko-arabskiej okolicę moszawu zajęły siły jordańskiego Legionu Arabskiego. Ostatecznie żydowscy obrońcy opuścili Atarot w dniu 17 maja 1948 roku. Moszaw został zajęty i zniszczony przez jordańskich żołnierzy. Ci, którzy zostali ewakuowani z Atarot, założyli w centrum kraju nowy moszaw nazwany Bene Atarot.